# Setge de Morella (1838)
Els setges de Morella de 1838 van ser combats de la primera guerra carlina al voltant de l'emblemàtica vila de Morella, capital del Maestrat i que en suposaren el control per part dels carlins i la constitució en la pràctica d'una autèntica capital administrativa dels legitimistes al Maestrat.

## Antecedents
La crisi successòria va esclatar després de la convocatòria de les Corts el 20 de juny de 1833, quan el pretendent Carles, refugiat a Portugal, es va negar a jurar lleialtat a Maria Cristina de Borbó-Dues Sicílies i l'1 d'octubre, recolzat per Miquel I de Portugal va reclamar el seu dret al tron.
A Morella, Rafael Ram de Viu Pueyo va proclamar rei Carles V el 13 de novembre, tot i que va ser ocupada per forces liberals el 10 de desembre. A la mort de Ram de Viu, Manuel Carnicer va assumir la prefectura militar de l'exèrcit carlí al Baix Aragó i el Maestrat. L'execució de Carnicer va ocasionar l'assumpció del comandament del front per Ramon Cabrera. A la primavera de 1836, aquest ja comandava 6.000 homes i 250 cavalls que operaven a l'entorn de Cantavella, que va fortificar i es va convertir en el centre d'operacions, amb una presó, fàbrica d'artilleria i dos hospitals.
Cabrera es va afegir a l'Expedició Gómez per intentar prendre Madrid, deixant afeblit el Maestrat, i un cop superat el període de paralització de l'exèrcit causat pel Motí de la Granja de San Ildefonso, es va nomenar Evaristo San Miguel com a comandant de l'exèrcit del Centre, que va capturar Cantavella, recuperada en 24 d'abril de 1837, quan la seva guarnició es va rendir en un atac simultani dels carlins a Cantavella, Sant Mateu i Benicarló.
El governador Fernando Alcocer tenia blindada la ciutat, que era atacada per les partides de morellans carlins de Josep Miralles Marín el Serrador que voltaven cercant ajuts i menjar, i per les nits cridaven contra coneguts liberals del poble disparaven contra la muralla abans de fugir. El novembre de 1836, 21 persones foren afusellades a Morella acusats de bastir una conxorxa per lliurar la vila als carlins, provocant la destitució d'Alcocer i el nomenament de Bruno Portillo de Velasco, però aquest va augmentar la repressió i feu enderrocar un grapat de cases de famílies pobres de vora la muralla dins del poble i obligà als morellans a declarar-se a favor de la reina.

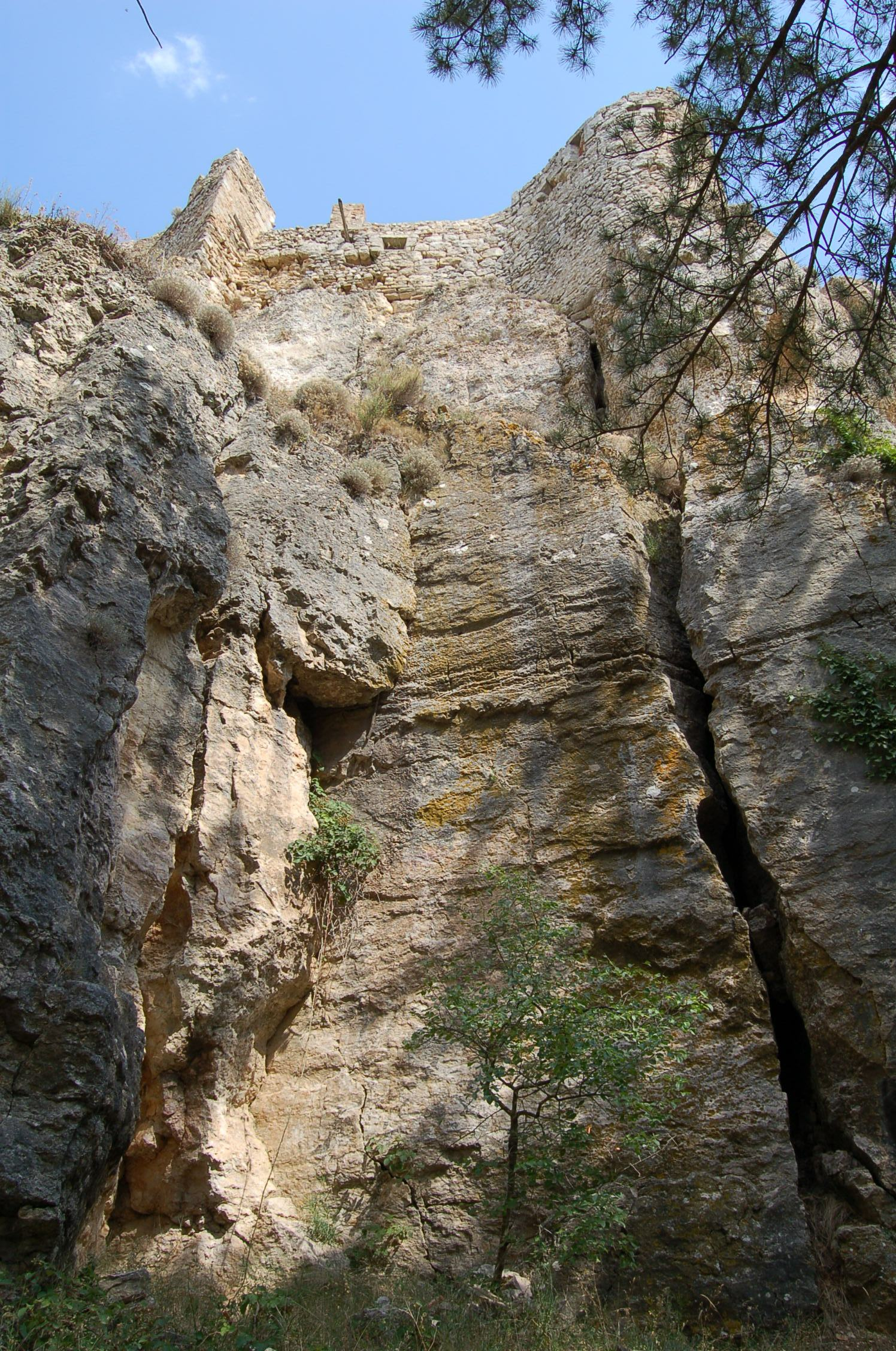
Indret per on es guanyà el castell de Morella, la nit del 26 de gener del 1838

## El setge carlí
Amb l'arribada de dos batallons procedents de la infructuosa expedició Zaratiegui, aquests es destinaren alternativament al bloqueig de Morella, disposant una primera línia de setge amb 300 homes a les masies i molins que envoltaven la vila, amb uns 40 homes a cada punt, amb 600 homes més estacionats a la rereguarda en un molí.
La nit del 26 de gener de 1838, després d'una important nevada, el tinent Pau Alió Anguera i un grapat d'homes van entrar al castell de Morella traient la tapa d'una latrina del cos de guàrdia en la muralla del castell i després d'enfilar-se amb escales de fusta enfront dels molins d'Adell i dels Capellans. En la confusió de la nit, derrotaren la guàrdia, que va fugir cap el poble. El governador Portillo va intentar sense èxit recuperar el castell i va acabar fugint en direcció al Forcall.

## Ampliació dels dominis carlins
El 31 de gener, procedent de Benicarló, entrava Ramon Cabrera a Morella i a continuació queien Calanda, Alcorisa i Samper, i s'atacava Alcanyís, Xiva. Gandesa i Saragossa.

## El setge liberal
L'agost del mateix any general Oráa dividí l'exèrcit del Centre en tres columnes, Azpiroz per Alcanyís, Borso des de la Plana, i Oráa, amb les divisions de Pardiñas i Nogueras, des de Terol, que avançarien convergint sobre Morella, amb un total de vint-i-tres batallons d'infanteria, dotze esquadrons de cavalleria, vint-i-cinc peces d'artilleria i algunes companyies d'enginyers. Cabrera, en previsió de l'atac, va deixar una nombrosa guarnició en la ciutat, en la que es feien obres de millora de les defenses, i amb un cos de 3000 homes va sortir a fustigar els liberals.
El 24 de juliol es van posar en marxa les tropes d'Oraá, que el 28 de juliol es van reunir a Castellfort amb les de Borso, el 29 es van aproximar a les muntanyes que envolten Morella, sent vivament atacats pels carlins, i el 30 apropant-se més amb intenció que Borso i Pardiñas muntessin el campament a la pedrera i l'ermita de Sant Pere, mentre Cabrera atacava la rereguarda de San Miguel i la reserva de Nogués. Un cop establerts, la resta dels liberals es van dirigir a la Pobleta, i tot el foc carlí es va concentrar sobre Borso i Pardiñas.
El 31 de juliol Oraá amb la reserva es van dirigir a Monroyo per assegurar la comunicació amb Alcanyís, on va enviar la divisió de San Miguel a buscar el tren d'artilleria i els enginyers, on van arribar l'endemà, i Borso es va retirar del campament de la pedrera, que estava a l'abast de l'artilleria carlina. Un atac sobre Oraá fou rebutjat el dia 2, quan acabà la instal·lació de tres bateries al castell, i el convoi sortí d'Alcanyís, arribant el dia 4, quan Oraá va tornar a la Pobleta protegit per Borso, el 7 l'artilleria ja havia arribat a la Pobleta, avançant-se Nogués amb les peces més lleugeres, sent atacats l'endemà Borso i San Miguel, que hagueren de retirar-se a l'ermita de Sant Marc, i finalment arribà al campament l'endemà, i el 10 de juliol començaren a encerclar la fortalesa ocupant les altures, que conclogueren el 12 de juliol, i el 13 les bateries d'artilleria, que començaren a disparar el dia 14, però l'artilleria carlina aconseguí alentir els treballs, destruir repetidament la bateria, que hagué de ser refeta pels enginyers, i destruir dos dels canons, i el foc creuat d'artilleria continuà fins l'endemà, causant una bretxa en la murada de 60 peus d'amplada (18 metres).
La nit del 15 d'agost es produí l'assalt encapçalats per Portillo per la bretxa, i per altres punta amb escales, però foren rebutjats, i el 17 de matinada es produí un segon assalt, que també fou rebutjada, i en una sortida, els assetjats capturaren una peça petita d'artilleria i nombroses armes i municions als assetjadors, provocant a més, que la línia més propera de setge es retirés, inclosa l'artilleria, concentrant-se de nou a la pedrera i Sant Pere, mantenint només algunes companyies en les bateries, i finalment el 18 d'agost es va retirar.

## Conseqüències
La victòria li valgué a Ramon Cabrera el títol de comte de Morella i el grau de tinent general, al mateix temps que provocava una tempesta política al govern de Madrid, paralitzant les operacions contra Estella i Berga, les altres capitals carlines, i Cabrera aprofità per atacar l'horta de València, arribant al Cabanyal el 22 d'agost, on arreplegà provisions per a l'hivern. Als pocs dies, Cabrera es decidí a atacar Falset, i fou interceptat a Maella per una força molt superior de Ramon Pardiñas, però els liberals foren derrotats i Pardiñas morí en combat.
El fracàs en la campanya de Morella li costà el càrrec a Marcelino de Oraá, que fou substituït per Antonio van Halen y Sarti com a comandant de l'Exèrcit del Centre.
Morella fou reconquerida finalment per Baldomero Espartero el 1840.